# Ким Джэ Рён
Ким Джэ Рён (кор. 김재룡; род. 1959, Корейская Народно-Демократическая Республика) — северокорейский политик, председатель Совета Министров КНДР в 2019—2020 годах. С 10 марта 2019 года — член Верховного народного собрания КНДР. С 13 августа 2020 года директор Организационно-методического отдела.

## Биография
О ранней жизни Кима мало что известно. До своего премьерства он занимал руководящие должности на различных промышленных площадках. В 2007 году Кима назначили на его первую должность в качестве секретаря провинциального комитета Пхёнан-Пукто. В 2015 году был назначен главным секретарём провинциального комитета Чагандо, впоследствии стал его председателем. В 2016 году Ким вошёл в состав Центрального комитета ТПК.

## Премьерство
10 марта 2019 года Кима избрали в Верховное народное собрание КНДР на парламентских выборах. Менее чем через месяц, во время сессии 14-го Верховного народного собрания КНДР, Ким был избран на пост Председателя совета министров КНДР, сменив Пак Пон Джу. Член Политбюро и Центральной военной комиссии. В августе 2020 года освобождён от должности премьера.

### После отставки
После увольнения с поста премьера Кима назначили директором Организационно-методического отдела, отвечал за VIII съезд Трудовой партии Кореи, сохранив за собой место в Политбюро. Утверждения то что, он был назначен на должность в новом органе Организационно-методического отдела, оказались несовместимыми с более поздними сообщениями, указывающими на то, что другое должностное лицо отвечало за недавно созданный отдел, занимающийся судебными делами.
В июле 2023 года на Пленуме ЦК VIII созыва был освобождён от должности члена Политбюро партии ЦК и секретаря ЦК.
В августе 2023 года его восстановили в должности члена Политбюро партии ЦК и секретаря ЦК.
Депутат 14-го Верховного народного собрания Северной Кореи.